# Coenogoniaceae
Famille
Les Coenogoniaceae sont une famille de champignons ascomycètes ne comportant qu’une petite centaine d’espèces réparties en deux genres. Il s’agit dans tous les cas de lichens, c'est-à-dire de champignons lichénisés, au thalle encroûtant, associés à des algues vertes, le plus souvent du genre Trentepohlia.

## Liste des genres
Selon Outline of Ascomycota—2009 :
- Coenogonium
- Dimerella